# Zvezda danica (sura)
Zvezda danica (arabsko At-Tariq) je 86. sura (poglavje) v Koranu, ki jo sestavlja 17 ajatov (verzov). Je sura.
Med opravljanjem molitve (salata oz. namaza) pri tej suri verniki opravijo 1 ruku' (priklon).